# UEFA-Champions-League-Finale 2021
Das UEFA-Champions-League-Finale 2021 zwischen Manchester City und FC Chelsea war die Endspiel-Begegnung der Champions-League-Saison 2020/21. Sie fand am 29. Mai 2021 im Estádio do Dragão in Porto statt. Der FC Chelsea entschied das Spiel mit 1:0 für sich. 

## Weg ins Finale
Anmerkung: Die Ergebnisse werden jeweils aus Sicht der Finalisten angegeben.
| Pl. | Verein              | Sp. | S | U | N | Tore    | Diff. | Punkte |
| --- | ------------------- | --- | - | - | - | ------- | ----- | ------ |
| 1.  | Manchester City     | 6   | 5 | 1 | 0 | 013:100 | +12   | 16     |
| 2.  | FC Porto            | 6   | 4 | 1 | 1 | 010:300 | +7    | 13     |
| 3.  | Olympiakos Piräus   | 6   | 1 | 0 | 5 | 002:100 | −8    | 03     |
| 4.  | Olympique Marseille | 6   | 1 | 0 | 5 | 002:130 | −11   | 03     |

| Pl. | Verein       | Sp. | S | U | N | Tore    | Diff. | Punkte |
| --- | ------------ | --- | - | - | - | ------- | ----- | ------ |
| 1.  | FC Chelsea   | 6   | 4 | 2 | 0 | 014:200 | +12   | 14     |
| 2.  | FC Sevilla   | 6   | 4 | 1 | 1 | 009:800 | +1    | 13     |
| 3.  | FK Krasnodar | 6   | 1 | 2 | 3 | 006:110 | −5    | 05     |
| 4.  | Stade Rennes | 6   | 0 | 1 | 5 | 003:110 | −8    | 01     |

## Spieldaten
| Manchester City                                  | Manchester City | FC Chelsea | FC Chelsea | Aufstellung                                  |
| ------------------------------------------------ | --- | --- | ---------- | -------------------------------------------- |
| Manchester City                                  | \| 29. Mai 2021 in Porto (Estádio do Dragão) \| \| Ergebnis: 0:1 (0:1) \| \| Zuschauer: 14.110 \| \| Schiedsrichter: Antonio Mateu Lahoz ( Spanien) 1 \| \| Spielbericht \|                                                                                          | \| 29. Mai 2021 in Porto (Estádio do Dragão) \| \| Ergebnis: 0:1 (0:1) \| \| Zuschauer: 14.110 \| \| Schiedsrichter: Antonio Mateu Lahoz ( Spanien) 1 \| \| Spielbericht \|                                                                                                   | FC Chelsea | Aufstellung Manchester City gegen FC Chelsea |
| Manchester City                                  | Ederson – Kyle Walker, John Stones, Rúben Dias, Oleksandr Sintschenko – Bernardo Silva (64. Fernandinho), İlkay Gündoğan, Phil Foden – Kevin De Bruyne (60. Gabriel Jesus) – Riyad Mahrez, Raheem Sterling (77. Sergio Agüero) Cheftrainer: Pep Guardiola ( Spanien) | Édouard Mendy – Reece James, César Azpilicueta , Thiago Silva (39. Andreas Christensen), Antonio Rüdiger, Ben Chilwell – Jorginho, N’Golo Kanté – Kai Havertz, Timo Werner (66. Christian Pulisic), Mason Mount (80. Mateo Kovačić) Cheftrainer: Thomas Tuchel ( Deutschland) | FC Chelsea | Aufstellung Manchester City gegen FC Chelsea |
| Manchester City                                  | 0:1 Havertz (42.) | | FC Chelsea | Aufstellung Manchester City gegen FC Chelsea |
| Manchester City                                  | Gündoğan (34.), Jesus (88.) | Rüdiger (57.) | FC Chelsea | Aufstellung Manchester City gegen FC Chelsea |
| Manchester City                                  | Spieler des Spiels: N’Golo Kanté | | FC Chelsea | Aufstellung Manchester City gegen FC Chelsea |
| 29. Mai 2021 in Porto (Estádio do Dragão)        | | |            |                                              |
| Ergebnis: 0:1 (0:1)                              | | |            |                                              |
| Zuschauer: 14.110                                | | |            |                                              |
| Schiedsrichter: Antonio Mateu Lahoz ( Spanien) 1 | | |            |                                              |
| Spielbericht                                     | | |            |                                              |

## Besonderheiten
- Manchester City erreichte zum ersten Mal in seiner Vereinsgeschichte das Finale der Champions League (inklusive des Vorgängerwettbewerbs) und überhaupt erst das zweite Europacup-Finale seit dem Gewinn des Europapokals der Pokalsieger 1969/70.
- Thomas Tuchel war der erste Trainer überhaupt, welcher in zwei aufeinander folgenden Jahren mit unterschiedlichen Teams das Finale erreichte. Im Jahr zuvor unterlag er mit Paris Saint-Germain dem FC Bayern München mit 0:1.
- Tuchel und Pep Guardiola trafen als Trainer bereits im DFB-Pokal-Finale 2016 in einem Finalspiel aufeinander. Der von Guardiola trainierte FC Bayern München gewann im Elfmeterschießen gegen Tuchels Borussia Dortmund.
- Es war das dritte Champions-League-Finale mit zwei englischen Teilnehmern.
- Torschütze Kai Havertz erzielte sein erstes Tor in der Champions League in diesem Spiel.[1]
- Zum ersten Mal fand ein Finale in der Champions League zweimal in Folge im gleichen Land ( Portugal) statt.